# Chiesa ortodossa greco-cattolica ucraina

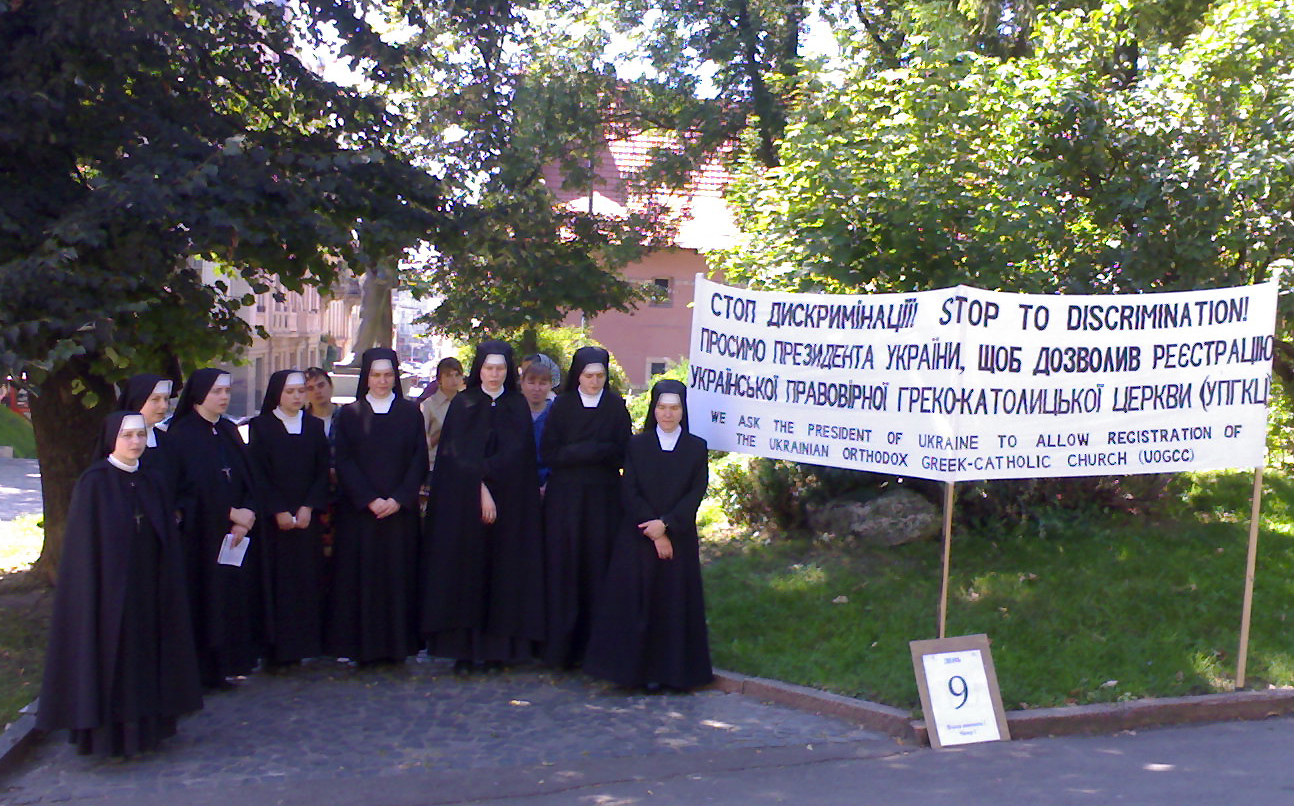
Manifestazioni nell'agosto 2009

Il Patriarcato Cattolico Bizantino (altrimenti Chiesa Ortodossa Greco-Cattolica Ucraina - COGCU) , nasce dalla scissione dalla Chiesa Greco-Cattolica Ucraina (CGCU), dalla quale a seguito del Sinodo Ortodosso riunitosi a Briuchovicil l'11 luglio 2009 ha dichiarato la propria autonomia e indipendenza.
A conclusione del Sinodo del Vescovi svoltosi a Žovkva il 5 aprile 2011, è stato sottoscritto il "Decreto di costituzione del Patriarcato Cattolico Bizantino", che ha disconosciuto l'autorità del pontefice, scomunicando Papa Benedetto XVI.
Il più importante riferimento storico-spirituale è il monastero basiliano di Pidhirtsi, nella regione di Leopoli.
I fondatori del Patriarcato Cattolico Bizantino sono membri dell'Ordine di San Basilio Magno (OSBM), e fra di essi erano i membri del Sinodo Permanente della Chiesa ortodossa greco-cattolica ucraina.
Il Patriarcato Cattolico Bizantino è stato scomunicato dalla Chiesa Cattolica, che considera i suoi membri scismatici.

## Storia
A differenza della Chiesa Greco-Cattolica Ucraina, che mantiene la comunione con la Santa Sede, la Chiesa Ortodossa Greco-Cattolica Ucraina, una volta distaccatasi e resasi indipendente, ha scomunicato per eresia e apostasia i pontefici della Santa Sede, collocandosi nell'ambito sedevacantista.
Le dichiarazioni di scomunica riguardano sia i pontefici successori di Pio XII che alcune autorità apostoliche della Chiesa Ortodossa: 
- Giovanni XXIII - Paolo VI, rigettando l'elaborazione dottrinale e liturgica del Concilio Vaticano II[3][4],
- Giovanni Paolo II: per l'enciclica Nostra aetate e la diffusione del metodo storico-critico nei seminari e nelle facoltà teologiche[4],
- Papa Francesco: per aver negato in Amoris laetitia l'esistenza di "universalmente valide norme morali"[5][6];
- il cardinale William Joseph Levada: in conseguenza della scomunica di quattro vescovi[non chiaro] della COGCU da parte della Congregazione per la dottrina della fede[7];
- Teofilo III, Patriarca Ortodosso di Gerusalemme: per la partecipazione all'evento svoltosi a Kiev il 25-26 Ottobre 2012, in ripresa dell'incontro di Assisi[8]. A tale anatema seguì una formale richiesta al Patriarca di Mosca Cirillo I a riguardo di altri tre arcivescovi ortodossi[9].

Richiamando Galati 1 e la bolla dogmatica Cum Ex Apostolatus Officio di Paolo IV, il Patriarca Cattolico Bizantino ha sottolineato l'esigenza di chiarire le condizioni di esistenza del primato papale, della sua infallibilità "in ambito di fede e di morale", dei sacramenti ex opere operato, nei casi di: eresia e di apostasia, e di presenza storica della massoneria nella gerarchia ecclesiastica.
La permanenza "in unità con Cristo e con l'insegnamento ortodosso (retto) della Chiesa" è incompatibile con il sincretismo e lo "spirito di Assisi", e con le tesi e i valori morali del modernismo, in materia di ecumenismo, di omosessualità, e di diritto di famiglia minorile.
Il giudizio antimodernista è stato esteso anche al cardinale Rampolla e dal futuro papa Benedetto XV.
La Chiesa Ortodossa Greco-Cattolica Ucraina considera la Santa Sede come Sede vacante.

### Scomunica da parte della Chiesa Cattolica
Nel giugno 2008, il Tribunale Ecclesiastico dell'Eparchia di Sokal'-Žovkva ha scomunicato i membri fondatori del Patriarcato Cattolico Bizantino, essendo essi stati consacrati senza il permesso della Santa Sede. La scomunica è stata confermata dal Supremo tribunale della Segnatura apostolica il 7 ottobre 2008.
Il 29 marzo 2012, la Congregazione per la Dottrina della Fede, su richiesta della Chiesa Greco-Cattolica Ucraina, ha dichiarato la "sedicente Chiesa Ortodossa Greco-Cattolica Ucraina" un gruppo scismatico, giudicando le sue consacrazioni episcopali come illecite e ha scomunicato tutti i suoi membri. Il gruppo ha replicato dichiarando un anatema sulla Congregazione per la Dottrina della Fede.